# 小行星18086
小行星18086（18086 Emilykraft）是一颗绕太阳运转的小行星，为主小行星带小行星。该小行星于2000年5月6日发现。

## 轨道参数
小行星18086的轨道半长轴为3.0405666 UA，离心率为0.131。